# Ngô Bảo
Ngô Bảo (chữ Hán phồn thể:吳堡縣, chữ Hán giản thể: 吴堡县, âm Hán Việt: Ngô Bảo huyện) là một huyện thuộc địa cấp thị Du Lâm, tỉnh Thiểm Tây, Cộng hòa Nhân dân Trung Hoa. Huyện này có diện tích 418,5 ki-lô-mét vuông, là huyện nhỏ nhất Thiểm Tây; dân số năm 2002 là 80.000 người. Mã số bưu chính là 718200, huyện lỵ đóng tại trấn Tống Gia Xuyên. Về mặt hành chính, huyện được chia thành 4 trấn, 4 hương.
- Trấn: Tống Gia Xuyên, Khấu Gia 塬, Quách Gia Câu, Tân Gia Câu.
- Hương: Tiết Hạ Thôn, Xá Khẩu, Công Gia Loan, Trương Gia Sơn.